# Kovačevac (gmina miejska Mladenovac)
Kovačevac (cyr. Ковачевац) – wieś w Serbii, w mieście Belgrad, w gminie miejskiej Mladenovac. W 2011 roku liczyła 4208 mieszkańców.